# Siriella thompsonii
Siriella thompsonii är en kräftdjursart som först beskrevs av H. Milne Edwards 1837.  Siriella thompsonii ingår i släktet Siriella och familjen Mysidae. Inga underarter finns listade i Catalogue of Life.